# Jacek Wolszczak
Jacek Wolszczak (ur. 3 czerwca 1981 w Warszawie) – polski aktor dubbingowy, teatralny i filmowy, psycholog i terapeuta, nauczyciel, dialogista.

## Życiorys
Jako dziecko występował w zespole wokalno-tanecznym Fasolki. Współpracował z Teatrem Polskiego Radia.
W teatrze zadebiutował 13 maja 1997 w spektaklu „Ofiara Abrahama” w reżyserii Macieja Prusa w ramach I Festiwalu Oper Staropolskich w Warszawskiej Operze Kameralnej, a w 2004 ukończył Studium Aktorskie przy Państwowym Teatrze Żydowskim w Warszawie.
W latach 2001–2006 był aktorem-adeptem w Państwowym Teatrze Żydowskim w Warszawie, a w latach 2006–2009 aktorem Teatru Lalek Fraszka w Warszawie. Od 2008 do 2009 prowadził warsztaty aktorskie i teatru lalek, a w 2011 warsztaty radiowe „Radio Igraszka” podczas cyklicznej imprezy Brunonalia w Klimontowie koło Sandomierza.
Jest współzałożycielem, a w latach 2009–2015 był aktorem Teatru Lalek Igraszka w Warszawie. Od 2011 do 2015 roku prowadził cotygodniową, autorską audycję „Muzyczny Batyskaf” w Radiu Bogoria w Grodzisku Mazowieckim, a ponadto od 2012 do 2015 był prezenterem tej stacji. Od 2015 do 2020 roku był dziennikarzem i prezenterem Radio FaMa w Żyrardowie.
Młodym widzom znany jest z ról dubbingowych, m.in. jako Billy (Olinek Okrąglinek), Danny Pickett (Ach, ten Andy!), Brock Leighton (Aparatka), Marshall Teller (Eerie, Indiana: Inny wymiar), Kuba Zawilski (Tajemnica Sagali), Ananiasz (Mikołajek (fr.) Le petit Nicolas, od 2009).
W latach 2016-2021 współpracował jako dziennikarz z portalem informacyjnym Obiektywna.pl.
W 2013 roku otrzymał dyplom ukończenia studiów licencjackich na Wydziale Pedagogicznym Wyższej Szkoły Pedagogicznej Związku Nauczycielstwa Polskiego w Warszawie, a w 2017 dyplom ukończenia studiów magisterskich na Wydziale Nauk Pedagogicznych Akademii Pedagogiki Specjalnej im. Marii Grzegorzewskiej w Warszawie.
W 2024 roku otrzymał dyplom ukończenia studiów magisterskich na Wydziale Psychologii Uniwersytetu SWPS w Warszawie.
Od 1 września 2015 roku pracuje jako nauczyciel.
Od 1 września 2017 roku pracuje jako psycholog i terapeuta dzieci i młodzieży.
Współtwórca portalu internetowego depresjanastolatkow.pl, skierowanego do rodziców dzieci i młodzieży z diagnozą depresji.

## Kariera

### Warszawska Opera Kameralna
- 1997: Ofiara Abrahama

### Teatr Żydowski w Warszawie
- 2001: Monisz, czyli szatan...
- 2002: Cud Purymowy
- 2003: Królewna Śnieżka
- 2004:
  - Między dniem a nocą
  - Śpiąca Królewna
- 2005:
  - Publiczność to lubi
  - Żyć, nie umierać

### Teatr Lalek Fraszka w Warszawie
- 2006: Tajemniczy hipopotam
- 2007: Czarodziejski kwiat
- 2008: Złoty kurczak
- 2009: Cudowna jabłoń

### Teatr Lalek Igraszka w Warszawie
- 2009: Magiczny miód – autor scenariusza
- 2010: Podróż za horyzont
- 2012: Złote jajko – współautor: scenariusz, efekty dźwiękowe, muzyka, tekst piosenki

### Teatr Urwis w Krakowie
- 2014: Kopciuszek
- 2014: Sklep z zabawkami
- 2014: Morska przygoda

## Filmografia
- 1998: Gwiezdny pirat – Joachim „Joas” (rola Piotra Baczyńskiego)
- 1998: Spona – Jacek Babinicz
- 1997: Sposób na Alcybiadesa – Jacek Babinicz (odc. 1, 2, 3)
- 1996: Tajemnica Sagali – Kuba Zawilski (rola Grzegorza Rudy)
- 1995: Cwał – Władek

Źródło: Filmpolski.pl.

### Teatr Telewizji
- 1998: Młodość bez młodości – uczeń
- 1997: Księga Raju – Szczylek

Źródło: Filmpolski.pl.

## Polski dubbing
- 2020: Zwariowane melodie: Kreskówki – Gremlin (odc. 29a)
- 2015: Czworo i pół przyjaciela – Fredek
- 2014: Doktor Jaciejakiegacie
- 2012:
  - Jessie
  - Tickety Toc
- 2011:
  - Tara Duncan
  - Dolina Koni – Jessie (odc. 13)
- 2010:
  - Kapitan Biceps:
    - Robercik / Dziewczyniuch (odc. 22),
    - Herbie (odc. 63)

  - Superszpiedzy – Davey Hacker (odc. 8, 22)
  - Wakfu – Renate
  - Stuart Malutki
- 2009:
  - Mikołajek (fr. Le petit Nicolas, od 2009) – Ananiasz
  - Poznańskie koziołki – sekretarz Burmistrza
  - O Zefliku i smoku – Zeflik
- 2008–2009: Mighty B – Joey (odc. 9)
- 2008:
  - Batman: Odważni i bezwzględni – Metamorpho
  - Potwory i piraci – Szymon
  - Małpy w kosmosie – kosmici i spółka
- 2007–2008: Sushi Pack – Pieczone Skrzydełko Kurczaka
- 2007:
  - Wskakuj! (Jump In!) – Izzy Daniels
  - Zagroda według Otisa – Suseł (odc. 5b), Winky (odc. 16b)
  - Przygody kota Gotfryda – Gotfryd
  - Tropiciele zagadek – Pigul
  - Szczenięce lata Clifforda
  - Chowder:
    - Twórca Sznycla (odc. 18),
    - Młody Mung (odc. 27b)
- 2006:
  - Magiczne przygody misia Ruperta – Pasterz Chmur
  - Codzienne przypadki wesołej gromadki – Staś
- 2005–2008: Ben 10 – JT (odc. 1)
- 2005–2007: Podwójne życie Jagody Lee
- 2005:
  - Przygoda Noddy’ego na wyspie – Nakręcana Mysz
  - Robotboy – jeden z kolegów Kurta
  - Spadkobiercy Tytanów – DJ Panika – Phil – Pan (odc. 5)
  - Maggie Brzęczymucha – Ruben
- 2004: Magiczny kamień – Boo
- 2003–2007: Z życia nastoletniego robota
- 2003–2004: Megas XLR:
  - Chłopak gadający „Super!”,
  - Skippy – kuzyn Knupa (odc. 16)
- 2002–2008: Kryptonim: Klan na drzewie:
  - Numer 59,
  - Numer 85,
  - Ratownik,
  - Wilard (U.M.P.A.),
  - Sprzedawca hot-dogów,
  - Numer 20000,
  - Heinrich (seria trzecia),
  - Numer 34,
  - Simi,
  - Wielki Brat
- 2002: Tego już za wiele
- 2001–2007: Ach, ten Andy! – Danny Pickett
- 2001–2004:
  - Bliźniaki Cramp
  - Medabots
- 2001–2003:
  - Strażnicy czasu
  - Aparatka – Brock Leighton
- 2001:
  - Mały Miś i jego przyjaciele – Mały Miś
  - Noddy – Nakręcana Mysz
- 2000–2006: Słowami Ginger – Hoodsey
- 2000–2003: X-Men: Ewolucja:
  - Iceman,
  - Arcade – kolega z klasy Kitty (odcinek 18. Niebezpieczne gry)
- 2000:
  - Ratunku, jestem rybką! – Chuck
  - Kruche jak lód: Walka o złoto
- 1999–2004: Rocket Power – Otto
- 1999–2000: Digimon – Joe
- 1999: Animaniacy: Życzenie Wakko – Skippy
- 1999: Crash Zone – Abraham „Ram” Foley
- 1998–2004: Atomówki – Mitch Mitchelson
- 1998–2001: Olinek Okrąglinek – Billy
- 1998–1999: Tajne akta Psiej Agencji – Aktor (odc. 15a)
- 1998: Teknoman
- 1998:
  - Eerie, Indiana: Inny wymiar – Marshall Teller
  - Królestwo Zielonej Polany. Powrót
  - Gwiezdny pirat – Joachim „Joas” (rola Piotra Baczyńskiego)
- 1997: Szaleni wikingowie – Rolvo
- 1996–2002: Hej Arnold! (pierwsza wersja dubbingu) – Arnold
- 1996–1997:
  - Beetleborgi – Roland
  - Incredible Hulk – Taylor (odc. 6)
- 1996:
  - Świąteczna gorączka – Jamie Langston
  - Pinokio – Lampwick
  - Tajemnica Sagali – Kuba Zawilski (rola Grzegorza Rudy)
- 1995–2001: Mały Miś – Mały Miś
- 1994–1998: Magiczny autobus – Tim
- 1994–1996: Kleszcz – Mózgowiec
- 1994:
  - Bajka o pluszowych misiach, które uratowały święta – Misiek
  - Superświnka – Mike Carlsen (KC)
- 1993–1998: Animaniacy – Skippy
- 1993:
  - Dennis Rozrabiaka – Dennis
  - Huckleberry Finn
  - Kalle i anioły – Kalle
  - Miasteczko Halloween – Lock
- 1992–1998: Batman
- 1992–1997: X-Men – Młody Charles Xavier
- 1992–1994: Mała Syrenka:
  - Mała Płaszczka (odc. 6),
  - Red (odc. 11),
  - Oli (odc. 20)
- 1992: Nowe podróże Guliwera – Rafael
- 1991–1999: Doug Zabawny – Mosquito „Skeeter” Valentine
- 1991–1993: Powrót do przyszłości – Verne Browne
- 1991–1992: Eerie, Indiana – Marshall Teller
- 1991: Hook
- 1990–1998: Świat Bobbiego – Derek Generic
- 1990–1994: Przygody Animków – Żółw Tyrone
- 1990:
  - Książę i żebrak
  - Piotruś Pan i piraci:
    - Kudłaty (odc. 14. Wielki wyścig),
    - Młody Hak (odc. 40. Odzyskać śmiech)
- 1989:
  - Wróbelek Wiluś – Wróbelek Wiluś
  - Wszystkie psy idą do nieba
- 1988–1994: Garfield i przyjaciele:
  - Sheldon
  - Joe Palaver (odc. 31c),
  - Szeryf Kaktus Jack (odc. 51c)
- 1988:
  - Scooby Doo: Szkoła upiorów
  - Złych czterech i pies Huckleberry – Baba Lui
- 1987: Wielka ucieczka Misia Yogi
- 1986: Było sobie życie – erytrocyt i różne głosy
- 1985–1991: Gumisie (nowe wersja dubbingu ze studia Master Film) – Kevin
- 1984–1991: Mapeciątka – Rolf
- 1972: Arka Yogiego – Baba Lui
- 1964: Mary Poppins – Lis

## Audiobooki
- 2006
  - Przygody Tomka Sawyera Mark Twain; Wydawnictwo Propaganda 2006
  - Przygody Hucka Finna Mark Twain; Wydawnictwo Propaganda 2006

## Dialogi polskie
- 2018: Potworna rodzinka
- 2016: Tashi
- 2015: Kroniki Zorro
- 1999–2001: Dzieciaki z klasy 402
- 1992: Nowe podróże Guliwera (odc. 11-14)